# Breinigsville
Breinigsville es un lugar designado por el censo ubicado en el condado de Lehigh en el estado estadounidense de Pensilvania. En el año 2010 tenía una población de 4.138 habitantes y una densidad poblacional de 498,5 personas por km².

## Geografía
Breinigsville se encuentra ubicado en las coordenadas 40°32′32″N 75°37′47″O / 40.54222, -75.62972. Según la Oficina del Censo de los Estados Unidos, Breinigsville tiene una superficie total de 3,2 mi² (8,3 km²), de la cual 3,2 mi² (8,3 km²) corresponden a tierra firme y 0 mi² (0 km²) es agua.